# Yu Shan
Yu Shan (Montanha de Jade) é a montanha mais alta da Ilha Formosa com 3952 m de altitude. O Yu Shan faz parte da cadeia montanhosa que se estende de norte a sul na parte oriental da ilha (Montes Zhongyang), da qual fazem parte outros picos elevados. O Yu Shan está situado, aproximadamente, na parte centro-sul dessa cadeia. A localidade de Alishan, a oeste da montanha, é a mais próxima.
As montanhas estão agora protegidas como o Parque Nacional Yushan. O parque nacional é o maior, mais alto e menos acessível de Taiwan. Contém a maior extensão de natureza selvagem que resta na ilha.